# Вокі-Тамме
Вокі-Тамме (ест. Voki-Tamme, виро Tammõ; до 1977 року — Тамме, 1977-1997 — Таммевескі) — село в Естонії, входить до складу волості Виру, повіту Вирумаа. До 2017 року входило до складу волості Ласва.